# Pheles eulesca
Pheles eulesca is een vlindersoort uit de familie van de prachtvlinders (Riodinidae), onderfamilie Riodininae.
Pheles eulesca werd in 1909 beschreven door Dyar.